# Megachile deanii
Megachile deanii là một loài Hymenoptera trong họ Megachilidae. Loài này được Rayment mô tả khoa học năm 1935.